# Falaises Callisto
Les falaises de Callisto (71°3′S 68°20′W / 71.050°S 68.333°W), s'élevant à 550 mètres, sont deux falaises, l'une formant les bords sud du glacier Jupiter, l'autre le bord est de l'île Alexandre-Ier, en Antarctique. L'élément a été cartographié à partir de photographies aériennes au trimétrogone prises par l'expédition de recherche antarctique de Ronne, 1947–48, et d'une étude réalisée par le Falklands Islands Dependencies Survey, 1948–50, et a été nommée par le UK Antarctic Place-names Committee en associant le glacier Jupiter avec Callisto, l'une des lunes de la planète Jupiter.